# Лампа накаливания

Обозначение лампы накаливания на принципиальных электрических схемах

Ла́мпа нака́ливания — искусственный источник света, в котором свет испускается телом накала, нагреваемым электрическим током до высокой температуры. Является нелинейным элементом, поскольку чем выше температура, тем выше сопротивление тела накала.
В качестве тела накала чаще всего используется спираль из тугоплавкого металла (обычно — вольфрама) либо угольная нить. Чтобы исключить окисление тела накала при контакте с воздухом, его помещают в вакуумированную либо заполненную инертными газами (чаще всего аргоном, но возможно и использование криптона вместо аргона) или парами колбу.

## Принцип действия
В лампе накаливания используется эффект нагревания тела накаливания при протекании через него электрического тока (тепловое действие тока). Температура тела накаливания повышается после замыкания электрической цепи. Любые тела испускают электромагнитные тепловые волны в соответствии с законом Планка. Спектральная плотность мощности излучения (Функция Планка) имеет максимум, длина волны которого на шкале длин волн зависит от температуры. Положение максимума в спектре излучения сдвигается с повышением температуры в сторону меньших длин волн (закон смещения Вина). Для получения видимого излучения необходимо, чтобы температура излучающего тела превышала 570 °C (температура начала красного свечения, видимого человеческим глазом в темноте). Для зрения человека оптимальный, физиологически самый удобный спектральный состав видимого света отвечает излучению абсолютно чёрного тела с температурой фотосферы Солнца 5770 K. Однако неизвестны твердые вещества, способные без разрушения выдержать температуру фотосферы Солнца, поэтому рабочие температуры нитей ламп накаливания лежат в пределах 2000—2800 °C. В телах накаливания современных ламп накаливания применяется тугоплавкий и относительно недорогой вольфрам (температура плавления 3410 °C), рений (температура плавления ниже на 236 °C, но выше прочность при пороговых температурах) и очень редко осмий (температура плавления 3045 °C). Поэтому спектр ламп накаливания смещён в красную часть спектра. Только малая доля электромагнитного излучения лежит в области видимого света, основная доля приходится на инфракрасное излучение. Чем меньше температура тела накаливания, тем меньшая доля энергии, подводимой к нагреваемой проволоке, преобразуется в полезное видимое излучение, и тем более «красным» кажется излучение.

Распределение энергии в спектре 25-ваттной лампы накаливания

Для оценки физиологического качества светильников используется понятие цветовой температуры. При типичных для ламп накаливания температурах 2200—2900 K излучается желтоватый свет, отличный от дневного. В вечернее время «тёплый» (T < 3500 K) свет более комфортен для человека и меньше подавляет естественную выработку мелатонина, важного для регуляции суточных циклов организма (нарушение его синтеза негативно сказывается на здоровье).
В атмосферном воздухе при высоких температурах вольфрам быстро окисляется в триоксид вольфрама (образуя характерный белый налёт на внутренней поверхности лампы при потере ею герметичности). По этой причине вольфрамовое тело накала помещают в герметичную колбу, из которой в процессе изготовления лампы откачивается воздух, и колба заполняется инертным газом — обычно аргоном, реже криптоном. На заре индустрии ламп их изготавливали с вакууммированными колбами; в настоящее время только лампы малой мощности (для ламп общего назначения — до 25 Вт) изготавливают в вакуумированной колбе. Колбы более мощных ламп наполняют инертным газом (азотом, аргоном или криптоном). Повышенное давление в колбе газонаполненных ламп уменьшает скорость испарения вольфрамовой нити. Это не только увеличивает срок службы лампы, но и позволяет повысить температуру тела накаливания. Таким образом, световой КПД повышается, а спектр излучения приближается к белому. Внутренняя поверхность колбы газонаполненной лампы медленнее темнеет при распылении материала тела накала в процессе работы, чем у вакуумированной лампы.
Все чистые металлы и их многие сплавы (в частности, вольфрам) имеют положительный температурный коэффициент сопротивления, что означает увеличение электрического удельного сопротивления с ростом температуры. Эта особенность автоматически стабилизирует электрическую потребляемую мощность лампы на ограниченном уровне при подключении к источнику напряжения (источнику с низким выходным сопротивлением), что позволяет подключать лампы непосредственно к электрическим распределительным сетям без использования ограничивающих ток балластных реактивных или активных двухполюсников, что экономически выгодно отличает их от газоразрядных люминесцентных ламп. Для нити накаливания осветительной лампы типично сопротивление в холодном состоянии в 10 раз меньше, чем в нагретом до рабочих температур.
Для изготовления обычной лампы накаливания требуется как минимум 7 различных металлов.

## Конструкция

Конструкция современной лампы накаливания. На схеме: 1 — колба; 2 — полость колбы (вакуумированная или наполненная газом); 3 — тело накала; 4, 5 — электроды (токовые вводы); 6 — крючки-держатели тела накала; 7 — ножка лампы; 8 — внешнее звено токоввода, предохранитель; 9 — корпус цоколя; 10 — изолятор цоколя (стекло); 11 — контакт донышка цоколя.

Конструкции ламп весьма разнообразны и зависят от назначения. Однако общими являются тело накала, колба и токовводы. В зависимости от особенностей конкретного типа лампы, могут применяться держатели тела накала различной конструкции. Крючки-держатели тела накала ламп накаливания (в том числе ламп накаливания общего назначения) изготовляются из молибдена. Лампы могут изготавливаться бесцокольными или с цоколями различных типов, иметь дополнительную внешнюю колбу и иные дополнительные конструктивные элементы.

### Плавкий предохранитель
В конструкции ламп накаливания общего назначения предусматривается плавкий предохранитель — утоньшённый участок токовывода от тела накала из ковара, и расположенное вне герметичной колбы лампы — как правило, в стеклянной ножке. Назначение предохранителя — предотвратить разрушение колбы при обрыве нити накала в процессе работы и в момент включения. При этом в зоне разрыва тела накала возникает электрическая дуга, которая расплавляет остатки металла тела накала, капли расплавленного металла могут разрушить стекло колбы и вызвать пожар. Предохранитель рассчитан таким образом, чтобы при возникновении дуги он разрушался током дуги, который существенно превышает номинальный ток лампы. Проволочка предохранителя находится в полости, где давление равно атмосферному, а потому дуга, возникающая при плавлении предохранителя легко гаснет.

… лампочки часто перегорают именно в момент включения, когда нить холодная, и у неё низкое сопротивление. Чтобы при перегорании спирали не поддерживался дуговой разряд, который может вызвать перегрузку электросети, взрыв колбы и пожар, внутри многих лампочек есть плавкий предохранитель в виде участка более тонкой проволоки, идущего от цоколя внутри колбы. В перегоревшей лампочке часто наблюдаем прилипшие изнутри к стеклу шарики расплавленного металла в зоне, где проходил этот участок.
— 

### Колба

Принятые в европейских странах буквенные обозначения колб ламп накаливания (а также других типов электроламп, имитирующих их) в зависимости от их формы. Не следует путать с обозначениями типа цоколя, к примеру, как E27, G4 и т. д.

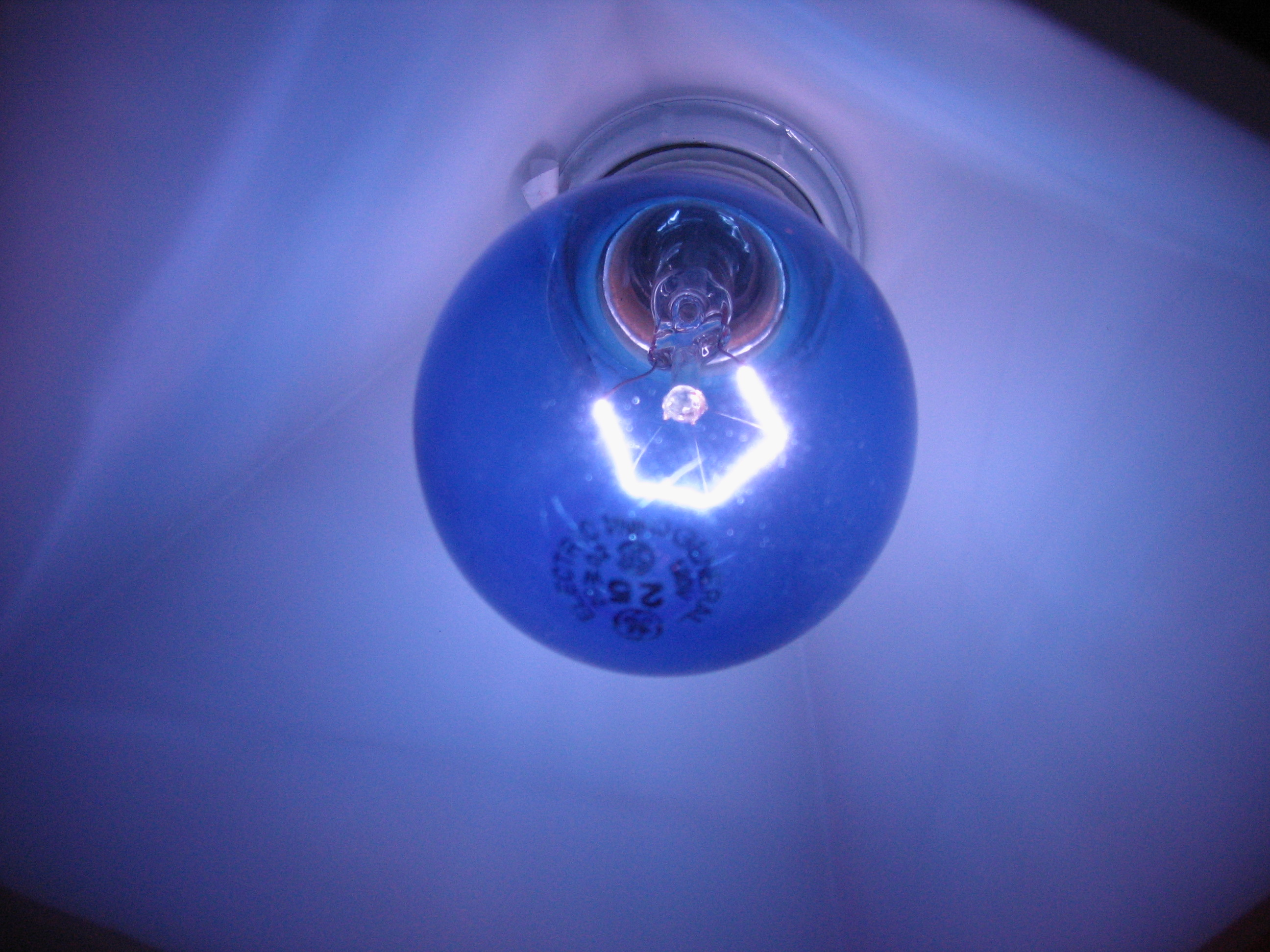
Колба из синего стекла у лампы Минина, используемой в фототерапии

Стеклянная колба защищает тело накала от воздействия атмосферных газов. Размеры колбы определяются скоростью осаждения материала тела накала.
В зависимости от типа лампы используются различные виды стекла. Для изготовления колб ламп накаливания и люминесцентных ламп обычно используют натриево-кальциевое силикатное стекло. В высокотемпературных лампах используют боросиликатное стекло, в то время как в газоразрядных лампах высокого давления — либо кварц, либо керамику для дуговой трубки и боросиликатное стекло для наружного баллона. Свинцовое стекло (содержащее от 20 % до 30 % свинца) обычно используется для герметизации концов ламповых баллонов.
Вольфрамовые лампы. Колбы обычно изготавливаются из кальциевого силикатного стекла, в то время как основание колбы — из свинцового стекла.
Вольфрамово-галогенные лампы. Вместо стеклянных используются колбы из кварцевого стекла, выдерживающие более высокие температуры. Однако кварцевые колбы потенциально опасны для глаз и кожи, так как кварцевое стекло хорошо пропускает ультрафиолетовое излучение. Несмотря на то, что вольфрамовое тело накала испускает относительно мало ультрафиолетовых лучей, длительное воздействие на небольшом расстоянии может привести к покраснению кожи и раздражению глаз. Дополнительная внешняя колба из обычного стекла задерживает ультрафиолетовое излучение, чем значительно снижает его вредное действие, а также обеспечивает защиту от осколков горячей кварцевой колбы в случае разрушения лампы во время её работы.

### Газовое наполнение

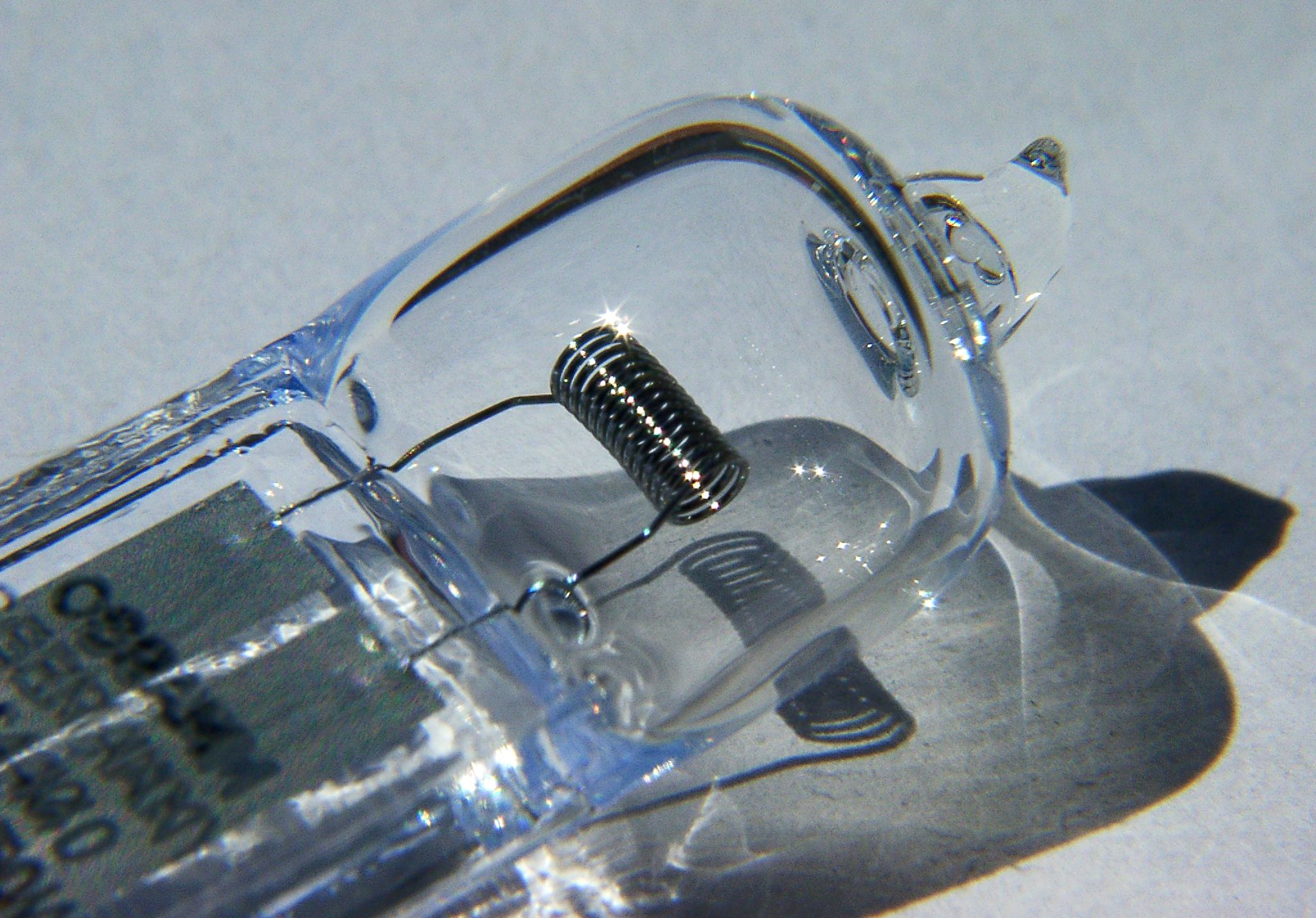
Галогеновая лампа

Колбы первых ламп были вакуумированы. Большинство современных ламп наполняется химически инертными газами (кроме ламп малой мощности, которые по-прежнему делают вакуумными). Потери тепла через газ за счёт теплопроводности уменьшают путём выбора газа с большой молярной массой. Смеси азота N2 с аргоном Ar являются наиболее распространёнными в силу малой стоимости, также применяют чистый осушенный аргон, реже — криптон Kr или ксенон Xe (молярные массы: N2 — 28,0134 г/моль; Ar: 39,948 г/моль; Kr — 83,798 г/моль; Xe — 131,293 г/моль).
Особой группой являются галогенные лампы накаливания. Принципиальной их особенностью является введение в полость колбы галогенов или их соединений. В такой лампе испарившийся с поверхности тела накала металл в холодной зоне лампы вступает в соединение с галогенами, образуя летучие галогениды. Галогениды металла разлагаются на раскалённом теле накаливания на металл и галоген, таким образом возвращая на тело накала испарившийся металл и освобождая галоген, таким образом происходит непрерывная циркуляция металла. Эта мера продлевает срок службы лампы и позволяет увеличить рабочую температуру.

### Тело накала

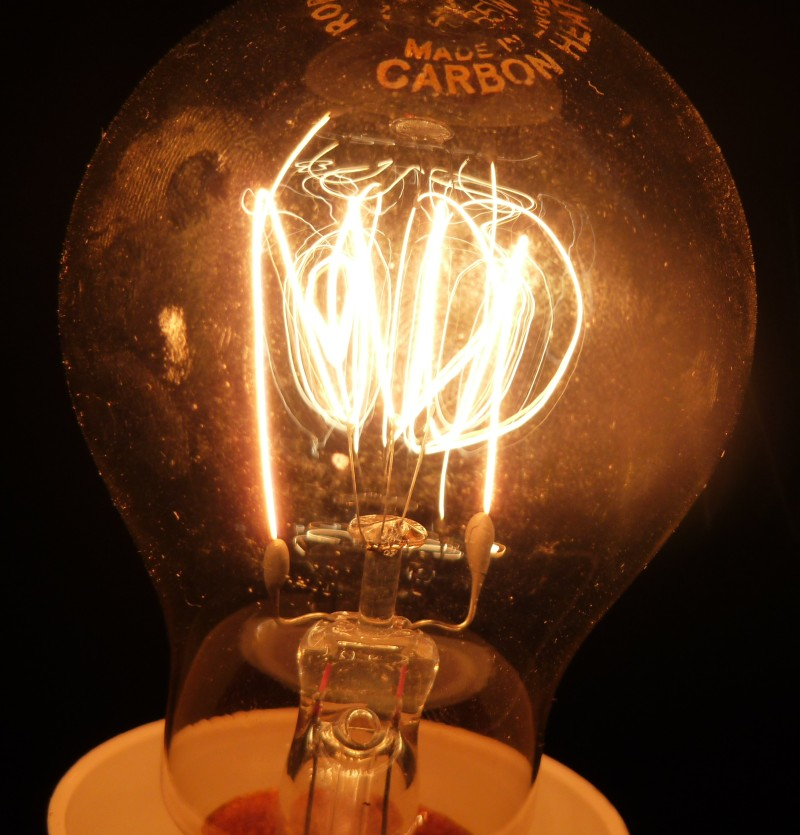
Лампа с нитью накала из углеродного волокна

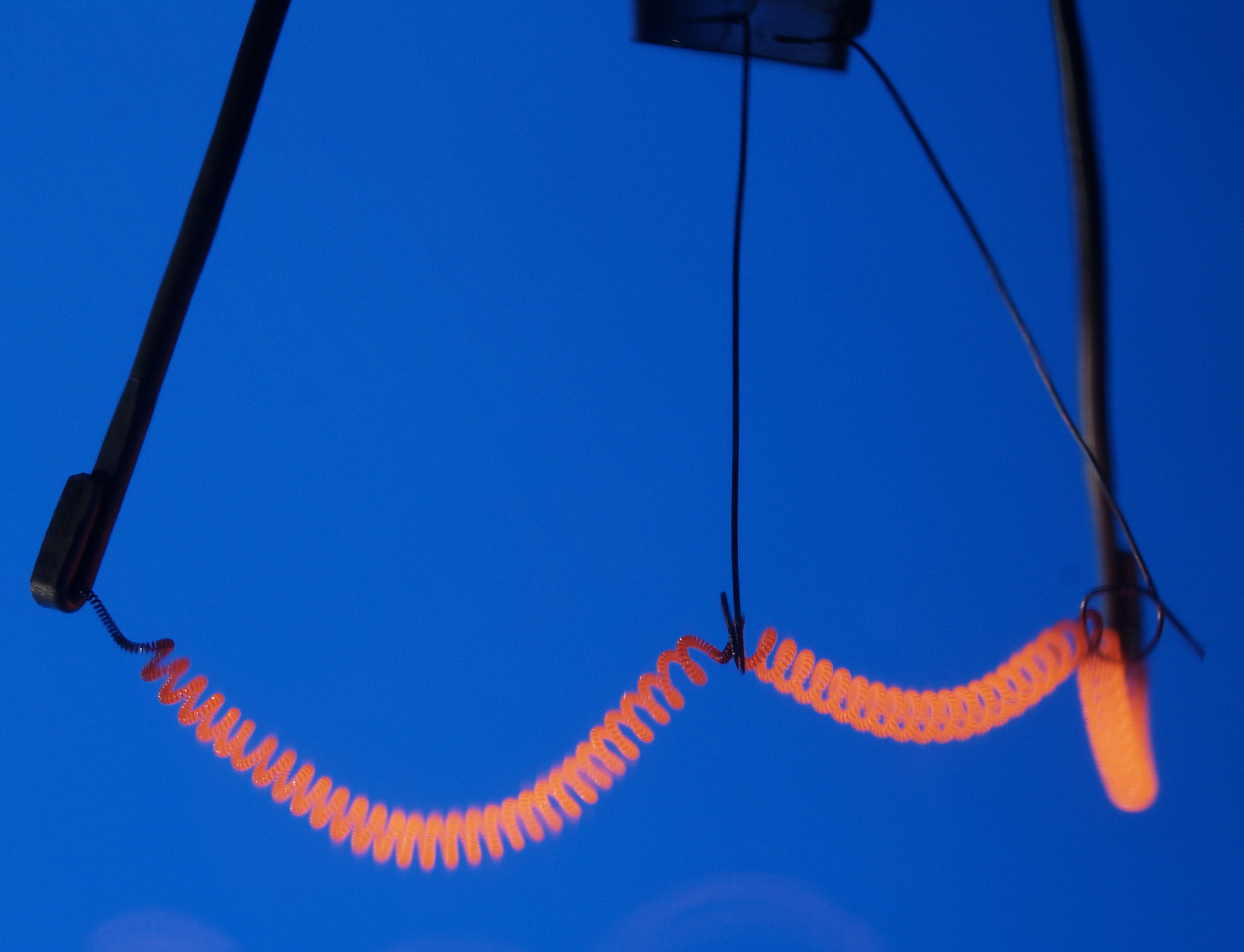
Двойная спираль (биспираль) лампы Osram 200 Вт с токовводами и держателями (увеличено)

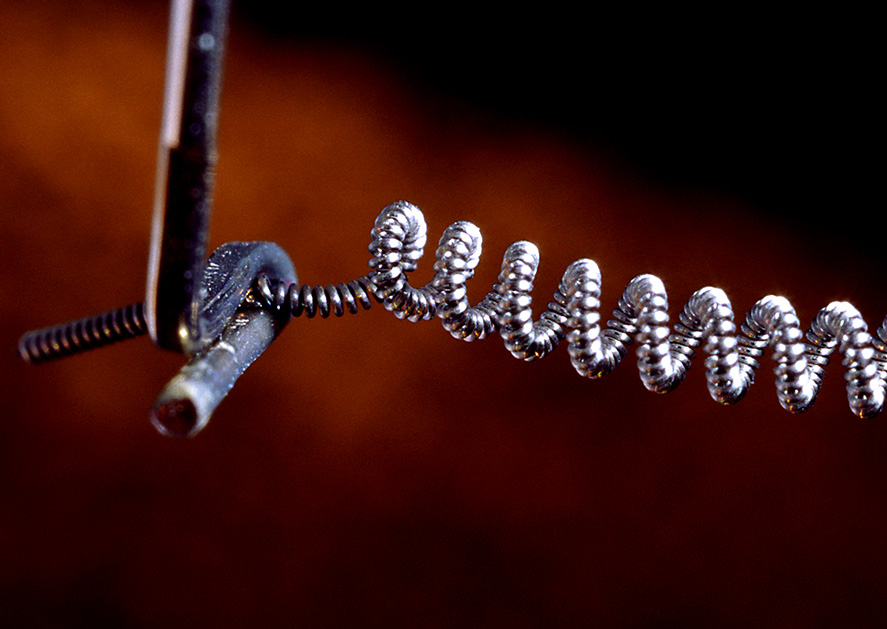
Двойная спираль лампы мощностью 200 Вт (сильно увеличено)

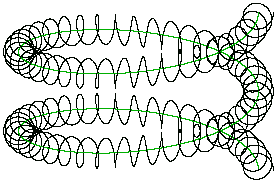
Схема тройной спирали нити накала

Формы тел накала весьма разнообразны и зависят от функционального назначения ламп. Наиболее распространённым является проволока круглого поперечного сечения, однако находят применение и ленточные тела накала из тонкой металлической ленты. Поэтому использование выражения «нить накала» нежелательно — более правильным является термин «тело накала», включённый в состав Международного светотехнического словаря. В лампах общего назначения тело накала закреплено в форме половины шестиугольника для равномерности светового потока по направлениям.
Тело накала первых ламп изготавливалось из угля (температура возгонки 3559 °C). В современных лампах применяются почти исключительно спирали из вольфрама (температура плавления 3422 °C), иногда осмиево-вольфрамового сплава. Для уменьшения размеров тела накала ему обычно придаётся форма спирали, иногда спираль подвергают повторной или даже третичной спирализации, получая соответственно биспираль или триспираль. КПД таких ламп выше за счёт уменьшения теплопотерь из-за конвекции (уменьшается толщина ленгмюровского слоя).

### Цоколь
Форма цоколя с резьбой обычной лампы накаливания была предложена Джозефом Уилсоном Суоном. Размеры цоколей стандартизованы. У ламп бытового применения наиболее распространены цоколи Эдисона E27, E14 (миньон) и E40 (число обозначает наружный диаметр в мм). В последнее десятилетие (на 2018 год) произошёл переход на использование алюминия как материала для цоколя взамен ранее применяемой плакированной цинком стали. Эти цоколи не совместимы в достаточной мере со стандартными патронами, содержащими латунные контактные лепестки, особенно в условиях высокой влажности, но и внутри сухих помещений происходит постепенное нарушение контакта и в последней стадии этого процесса возникает дуга, нередко прожигающая цоколь. Мягкость алюминия вызывает подмятие резьбовой части и заклинивание, а также врезание контактов патрона в алюминий цоколя и в дальнейшем их поломку. Неизвестно, каким же образом эта технология прошла, как допустимая к применению, эффект имеет повышенную пожароопасность, провоцирует разрушение колбы и в некоторых случаях вызывает разбрызгивание капель расплавленного дугой металла, в результате чего покупателю придётся покупать новые лампы. При этом, у аналогичных энергосберегающих ламп даже низшей ценовой категории встречаются исключительно цоколи из гальванизированной латуни (как у ламп накаливания для ответственных применений). По стандартам СССР лампы с жестяными цоколями (из гальванически покрытой для защиты от коррозии стальной жести) выпускают редкие заводы и небольшими партиями, контакт с таким цоколем в стандартном патроне не нарушается в течение очень длительного времени как при частых и длительных включениях светильника, так и при больших перерывах в работе. Также встречаются цоколи без резьбы (удержание лампы в патроне происходит за счёт трения или нерезьбовыми соединениями — например, байонетным) — британский бытовой стандарт, а также бесцокольные лампы, часто применяемые в автомобилях.
В США и Канаде используются иные цоколи (это частично обусловлено иным напряжением в сетях — 110 В, поэтому иные размеры цоколей предотвращают случайное ввинчивание европейских ламп, рассчитанных на иное напряжение): Е12 (candelabra), Е17 (intermediate), Е26 (standard или medium), Е39 (mogul). Также, аналогично Европе, встречаются цоколи без резьбы.

## Электротехнические параметры
Лампы изготавливают для различных рабочих напряжений. Сила тока определяется по закону Ома (I=U/R) и мощность по формуле P=U·I , или P=U²/R.  Так как металлы имеют малое удельное сопротивление, для достижения такого сопротивления необходим длинный и тонкий провод. Диаметр провода в обычных лампах составляет 20—50 микрометров.
Так как при включении нить накала находится при комнатной температуре, её сопротивление примерно на порядок меньше сопротивления при рабочей температуре. Поэтому при включении через тело накала кратковременно протекает очень большой ток (в десять — четырнадцать раз больше рабочего тока). По мере нагревания нити её сопротивление увеличивается и ток уменьшается. В отличие от современных ламп, лампы накаливания с угольными нитями при включении работали по обратному принципу — при нагревании их сопротивление уменьшалось, и свечение медленно нарастало.
Возрастающая характеристика сопротивления нити накала (при увеличении тока сопротивление растёт) позволяет использовать лампу накаливания в качестве примитивного стабилизатора тока. При этом лампа включается в стабилизируемую цепь последовательно, а среднее значение тока выбирается таким, чтобы лампа работала вполнакала.

## Разновидности
Лампы накаливания делятся на (расположены по порядку возрастания эффективности):
- Вакуумные (самые простые)
- Аргоновые (азот-аргоновые)
- Криптоновые
- Ксенон-галогенные с отражателем ИК-излучения (так как большая часть излучения лампы приходится на ИК-диапазон, то отражение ИК-излучения внутрь лампы заметно повышает КПД, производятся для охотничьих фонарей)
- Накаливания с покрытием, преобразующим ИК-излучение в видимый диапазон. Ведутся разработки ламп с высокотемпературным люминофором, который при нагреве излучает видимый спектр.

## Номенклатура

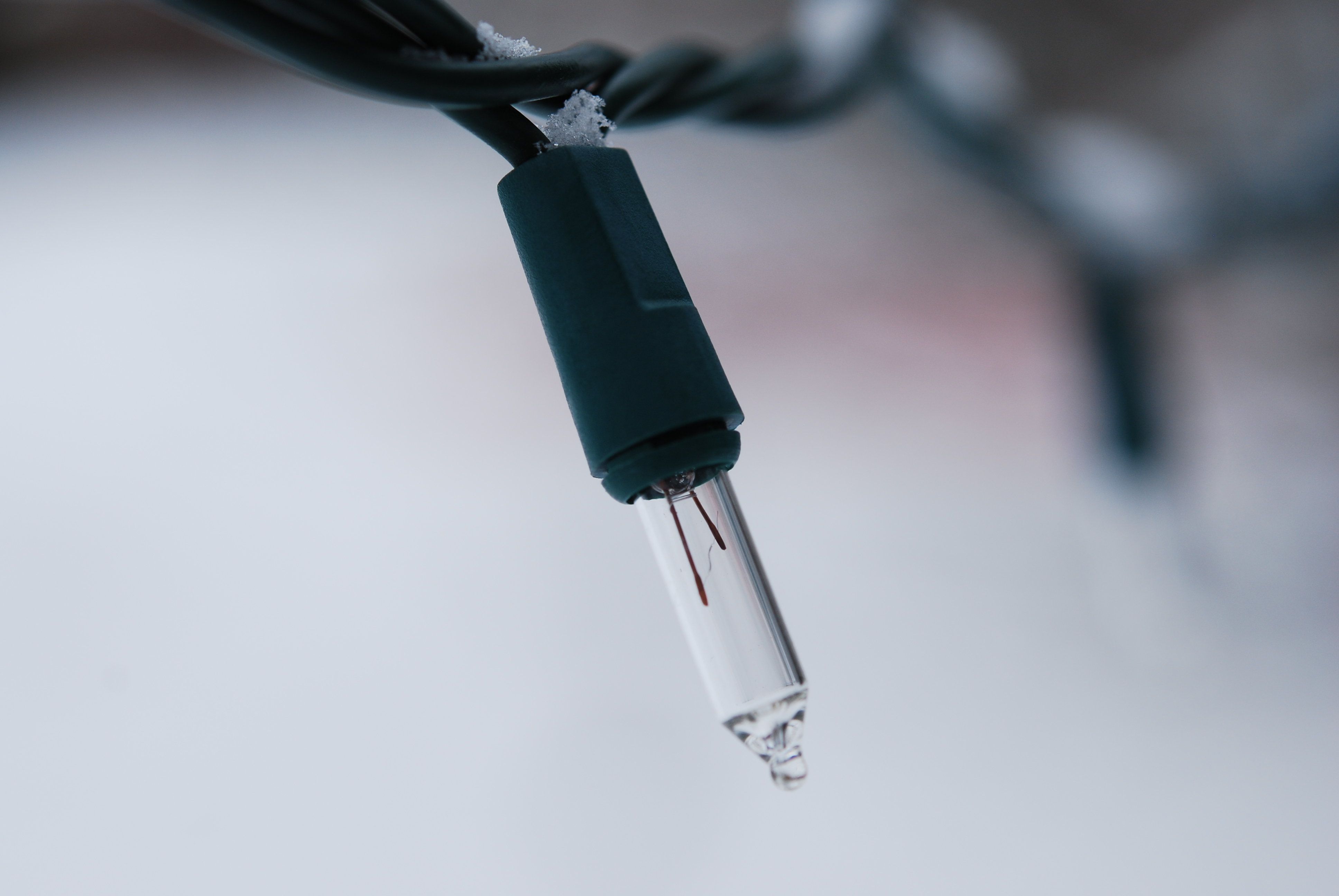
Миниатюрная лампа накаливания электрогирлянды

По функциональному назначению и особенностям конструкции лампы накаливания подразделяют на:
- лампы общего назначения (до середины 1970-х годов применялся термин «нормально-осветительные лампы»). Самая массовая группа ламп накаливания, предназначенных для целей общего, местного и декоративного освещения.
- декоративные лампы, выпускаемые в фигурных колбах. Наиболее массовыми являются свечеобразные колбы диаметром около 35 мм и сферические диаметром около 45 мм;
- лампы местного освещения, конструктивно аналогичные лампам общего назначения, но рассчитанные на низкое (безопасное) рабочее напряжение — 12, 24 или 36 (42) В. Область применения — ручные (переносные) светильники, а также светильники местного освещения в производственных помещениях (на станках, верстаках и тому подобном, где возможен случайный бой лампы);
- иллюминационные лампы, выпускаемые в окрашенных колбах. Назначение — иллюминационные установки различных типов. Как правило, лампы этого вида имеют малую мощность (10—25 Вт). Окрашивание колб обычно производится за счёт нанесения на их внутреннюю поверхность слоя неорганического пигмента. Реже используются лампы с колбами, окрашенными снаружи цветными органическими лаками, и лампы с баллонами из цветного стекла;
- зеркальные лампы накаливания имеют колбу специальной формы, часть которой покрыта отражающим слоем (тонкая плёнка термически распылённого алюминия). Назначение зеркализации — пространственное перераспределение светового потока лампы с целью наиболее эффективного его использования в пределах заданного телесного угла. Основное назначение зеркальных ЛН — локализованное местное освещение;
- сигнальные лампы используются в различных светосигнальных приборах (средствах визуального отображения информации), например, в светофорах. Это лампы малой мощности, рассчитанные на длительный срок службы. Чаще всего выпускаются в окрашенных колбах. В настоящее время вытесняются светодиодами;
- транспортные лампы — чрезвычайно широкая группа ламп, предназначенных для работы на различных транспортных средствах (автомобилях, мотоциклах и тракторах, самолётах и вертолётах, локомотивах и вагонах железных дорог и метрополитенов, речных и морских судах). Характерные особенности: высокая механическая прочность, вибростойкость, использование специальных цоколей, позволяющих быстро заменять лампы в стеснённых условиях и, в то же время, предотвращающих самопроизвольное выпадение ламп из патронов от вибрации. Рассчитаны на питание от бортовой электрической сети транспортных средств (6—220 В);
- прожекторные лампы обычно имеют большую мощность (до 10 кВт, ранее выпускались лампы до 50 кВт) и высокую световую отдачу. Используются в световых приборах различного назначения (осветительных и светосигнальных). Спираль накала такой лампы обычно уложена за счёт особой конструкции и подвески в колбе более компактно для лучшей фокусировки;
- лампы для оптических приборов, к числу которых относятся и выпускавшиеся массово до конца XX века лампы для кинопроекционной техники, имеют компактно уложенные спирали, многие помещаются в колбы специальной формы. Используются в различных приборах (измерительные приборы, медицинская техника и тому подобное).

### Специальные лампы

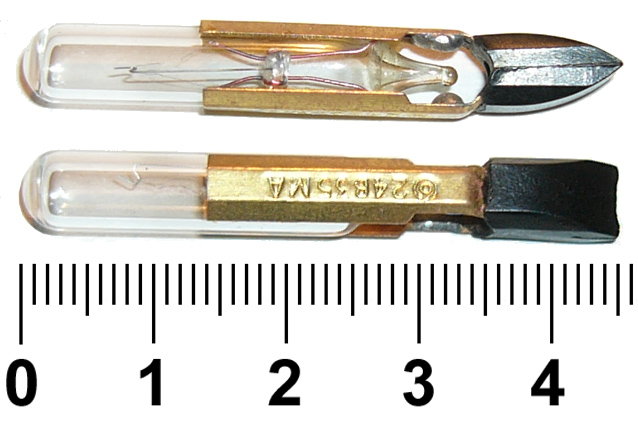
Коммутаторная лампа накаливания (24 В, 35 мА)

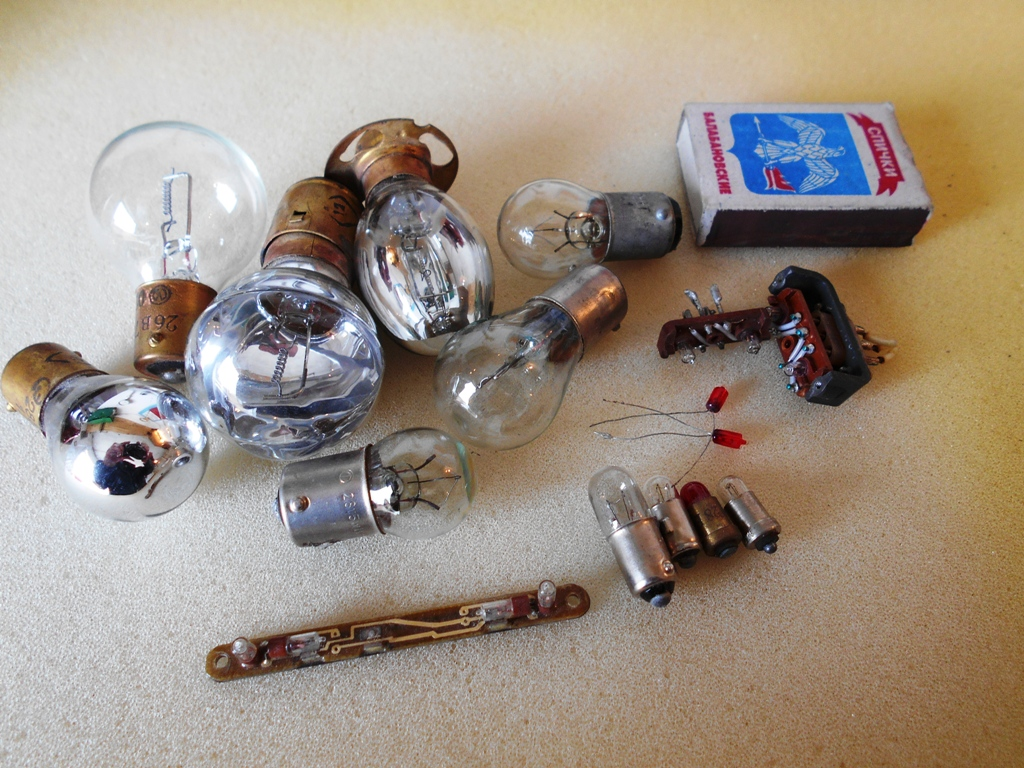
Советские авиалампы на 27 В мощностью от 0,05 до 70 Вт

- Коммутаторные лампы — разновидность сигнальных ламп. Они служили индикаторами на коммутаторных панелях. Представляют собой узкие длинные миниатюрные лампы с гладкими параллельными контактами, что позволяет размещать их внутри кнопок и легко заменять. Выпускались варианты: КМ 6-50, КМ 12-90, КМ 24-35, КМ 24-90, КМ 48-50, КМ 60-50, где первое число означает рабочее напряжение в вольтах, второе — силу тока в миллиамперах;
- Фотолампа, перекальная лампа — разновидность лампы накаливания, предназначенная для работы в строго нормированном форсированном по напряжению режиме. По сравнению с обычными имеет повышенную световую отдачу (до 30 лм/Вт), малый срок службы (4—8 часов) и высокую цветовую температуру (3300—3400 К, по сравнению с 2700 К). В СССР выпускались фотолампы мощностью 300 и 500 Вт. Как правило, имеют матированную колбу. В настоящее время (XXI век) практически вышли из употребления благодаря появлению более долговечных устройств сравнимой и более высокой эффективности. В фотолабораториях обычно осуществлялось питание таких ламп в двух режимах:
  - Пилотное освещение — напряжение снижено на 20—30 % с помощью ЛАТРа. При этом лампа работает с недокалом и имеет низкую цветовую температуру.
  - Номинальное напряжение[8].
- Проекционные лампы — для диа- и кинопроекторов. Имеют повышенную яркость (и соответственно, повышенную температуру нити и уменьшенный срок службы); обычно нить размещают так, чтобы светящаяся область образовала прямоугольник.
- Двухнитевые лампы:
  - в автомобиле — у лампы фары может быть одна нить для дальнего света, другая для ближнего, или, к примеру, в лампе заднего фонаря одна нить для габаритного огня, другая для стоп-сигнала. Кроме того, такие лампы могут содержать экран, который в режиме ближнего света отсекает лучи, которые могли бы ослеплять встречных водителей;
  - на некоторых самолётах посадочно-рулёжная фара имеет нить малого света, на которой лампа работает без внешнего охлаждения, и нить большого света, позволяющую получить более мощный свет, но только с ограничением по времени и при внешнем охлаждении — обдуве набегающим потоком воздуха[9];
  - в железнодорожных светофорах двухнитевые лампы используются для повышения надёжности — при перегорании одной нити автоматически включается другая, обеспечивая подачу сигнала;
  - в звёздах Московского Кремля используются специально сконструированные двухнитевые лампы, обе нити включены параллельно.
- Лампа-фара. Лампа сложной специальной конструкции, применяемая на подвижных объектах, фигурная колба которой выполнена в виде части корпуса фары с отражателем. Конструктивно содержит в себе нить(и) накала, отражатель, рассеиватель, элементы крепления, клеммы и так далее. Лампы-фары широко применяются в современной автомобильной технике и уже достаточно давно в авиации.
- Малоинерционная лампа накаливания, лампа накаливания с тонкой нитью — использовалась в системах оптической записи звука методом модуляции яркости источника и в некоторых экспериментальных моделях фототелеграфа. Благодаря малой толщине и массе нити подача на такую лампу напряжения, модулированного сигналом звукового диапазона частот (до примерно 5 кГц), приводила к изменению яркости в соответствии с мгновенным напряжением сигнала[10]. С начала XXI века не находят применения, благодаря наличию намного более долговечных твердотельных излучателей света и намного менее инерционных излучателей других типов.
- Нагревательные лампы — применяются в качестве источника тепла в различных устройствах: сушильных камерах, лабораторном оборудовании, в электроплитах, в блоках термозакрепления лазерных принтеров и копировальных аппаратов. В оргтехнике галогеновая лампа линейной формы неподвижно устанавливается внутри вращающегося металлического вала с тефлоновым покрытием, к которому прижимается бумага с нанесённым тонером. За счёт тепла, передающегося от вала, тонер расплавляется и впрессовывается в структуру бумаги.
- Лампы специального спектра излучения. Применяются в разнообразной технике.
- Мигающие лампы. В мигающих лампах последовательно с телом накала включается биметаллический переключатель. При нагреве излучением лампы биметаллическая пластинка изгибается и размыкает электрический контакт, лампа гаснет, биметаллическая пластинка после остывания снова замыкает контакт. За счёт этой конструкции такие лампы работают в мерцающем режиме.

## История изобретения

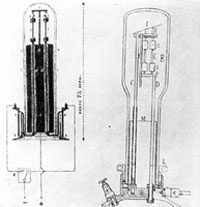
Лампа Лодыгина

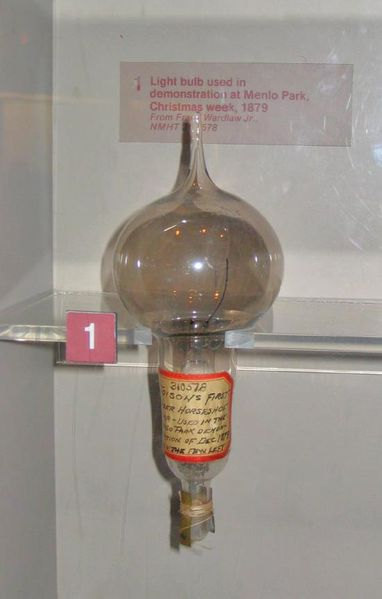
Лампа Томаса Эдисона с нитью накала из угольного волокна.

- В 1840 году англичанин Де ла Рю проводит опыты, пропуская электрический ток через платиновую проволоку, помещённую в стеклянный цилиндр[11], возможно, создав в нём вакуум[12].
- В 1841 году ирландец Фредерик Де Молейн[англ.] получил патент «на производство электроэнергии и её применения для освещения и движения» (англ. in 1841 he had obtained a patent for the production of electricity and its applications for illumination and motion)[13] которая подразумевала (?) и использование устройств с платиновой нитью в вакууме для освещения[12].
- В 1844 году американец Джон Старр[англ.] получил американский, а в 1845 году — британский патент на электрическую лампу с угольной нитью[12].
- В 1854 году немец Генрих Гёбель разработал прообраз «современной» лампы: обугленную бамбуковую нить, размещённую в стеклянном цилиндре в верхней части которого вакуум создавался ртутью (по принципу ртутного барометра), долговечность таких ламп составляла несколько часов[11].
- В 1860 году английский химик и физик Джозеф Уилсон Суон продемонстрировал первые результаты и получил патент, однако трудности в получении вакуума привели к тому, что лампа Суона работала недолго и неэффективно.
- 11 июля 1874 года российский инженер Александр Николаевич Лодыгин получил патент за номером 1619 на нитевую лампу. В качестве нити накала он использовал угольный стержень, прокаливаемый особым образом без доступа кислорода, помещённый в вакуумированный герметично запаянный сосуд[14]. Преимуществом его лампы перед предыдущими образцами был больший срок службы, вследствие большей однородности угольного стержня и отсутствия кислорода в колбе, а также герметичность самой колбы, позволявшая использовать лампы вне лабораторных условий[15].
- В 1875 году В. Ф. Дидрихсон усовершенствовал лампу Лодыгина, осуществив откачку воздуха из неё и применив в лампе несколько волосков (в случае перегорания одного из них следующий включался автоматически).
- В 1875—1877 годах русский электротехник Павел Николаевич Яблочков, работая над «электрической свечой»[14], открыл, что каолин, который он использовал для изоляции углей свечи, электропроводен при высокой температуре, после чего он создал «каолиновую лампу», где «нить накала» была изготовлена из каолина. Особенностью данной лампы было то, что она не требовала вакуума и «нить накала» не перегорала на открытом воздухе. Яблочков считал, что лампы накаливания не перспективны, и не верил в возможность их применения в широком масштабе, и посвятил свои исследования дуговым лампам. «Каолиновая лампа» была забыта, и позже немецкий физик Вальтер Нернст создал аналогичную лампу, где тело накала было из керамического материала, изготовленного из диоксида циркония, стабилизированного оксидом иттрия. Лампа Нернста также не требовала вакуума, так как керамика устойчива к окислению на воздухе. Особенностью применения «каолиновой лампы» Яблочкова и лампы Нернста является то, что тело накала предварительно нужно разогреть до относительно высокой температуры до появления достаточной электропроводности; дальнейший разогрев тела накала до белого каления производится электрическим током, протекающим через него. В первых таких лампах «нить накала» подогревалась спичкой, впоследствии для предварительного нагрева стали использовать пусковые электрические нагреватели[16].
- Английский изобретатель Джозеф Уилсон Суон получил в 1878 году британский патент на лампу с угольным волокном. В его лампах волокно находилось в разреженной кислородной атмосфере, что позволяло получать очень яркий свет.
- В 1879 году американский изобретатель Томас Эдисон патентует лампу с угольным волокном[14] и создаёт лампу с временем жизни 40 часов. Подбирая материал для нити, Эдисон провёл около 1500 испытаний различных материалов, а затем ещё около 6000 опытов по карбонизации различных растений[11][17]. Одновременно с изобретениями по усовершенствованию конструкций ламп Эдисон внёс большой вклад в развитие принципов системы электроосвещения и централизованного электроснабжения, что само собой способствовало широкому внедрению электрических ламп в быту и на производстве[11]. Также он изобрёл бытовой поворотный выключатель, унифицированные цоколи и т. д. Несмотря на столь непродолжительный срок службы, его лампы вытесняют использовавшееся до тех пор газовое освещение. Некоторое время изобретение носило обобщённое имя «Эдисона — Суона».

Цитата из «Собака Баскервилей», говорит Генри Баскервиль: «Подождите, не пройдёт и полугода, как я проведу сюда электричество, и вы не узнаете этих мест! У входа будут гореть фонари Эдисона и Свена в тысячу свечей.» 
- В 1890-х годах А. Н. Лодыгин изобретает несколько типов ламп с нитями накала из тугоплавких металлов[18]. Лодыгин предложил применять в лампах нити из вольфрама и молибдена, и закручивать нить накаливания в форме спирали. Он предпринял первые попытки откачивать из ламп воздух, что сохраняло нить от окисления и увеличивало их срок службы во много раз[19]. Первая американская коммерческая лампа с вольфрамовой спиралью впоследствии производилась по патенту Лодыгина. Также им были изготовлены и газонаполненные лампы (с угольной нитью и заполнением азотом).
- С конца 1890-х годов появились лампы с нитью накаливания из окиси магния, тория, циркония и иттрия (лампа Нернста) или нить из металлического осмия (лампа Ауэра) и тантала (лампа Больтона и Фейерлейна)[20]
- В 1904 году австро-венгерские специалисты Шандор Юст и Франьо Ханаман получили патент за № 34541 на использование в лампах вольфрамовой нити. В Венгрии же были произведены первые такие лампы, вышедшие на рынок через венгерскую фирму Tungsram в 1905 году[21].
- В 1906 году Лодыгин продаёт патент на вольфрамовую нить компании General Electric. В том же 1906 году в США он построил и пустил в ход завод по электрохимическому получению вольфрама, хрома, титана. Из-за высокой стоимости вольфрама патент находит только ограниченное применение.
- В 1910 году Уильям Кулидж изобретает улучшенный метод производства вольфрамовой нити. Впоследствии вольфрамовая нить вытесняет все другие виды нитей.
- Остающаяся проблема с быстрым испарением нити в вакууме была решена американским учёным, известным специалистом в области вакуумной техники Ирвингом Ленгмюром[14], который, работая с 1909 года в фирме «General Electric», ввёл в производство наполнение колбы ламп инертными, точнее — тяжёлыми благородными газами (в частности — аргоном), что существенно увеличило время их работы и повысило светоотдачу[22].

## КПД и долговечность

Долговечность и яркость в зависимости от рабочего напряжения.

Почти вся подаваемая в лампу энергия превращается в излучение. Потери за счёт теплопроводности и конвекции малы. Человеческий глаз, однако, видит только узкий диапазон длин волн этого излучения — диапазон видимого излучения. Основная мощность потока излучения лежит в невидимом инфракрасном диапазоне и воспринимается в виде тепла. Коэффициент полезного действия (КПД) ламп накаливания (здесь под КПД понимается отношение мощности видимого излучения к полной потребляемой мощности) достигает при температуре около 3400 K своего максимального значения 15 %. При практически достижимых температурах в 2700 K (обычная лампа на 60 Вт) световой КПД составляет около 5 %; лампа имеет срок службы примерно 1000 часов.
С возрастанием температуры КПД лампы накаливания возрастает, но при этом существенно снижается её долговечность. При температуре нити 3400 K срок службы всего лишь несколько часов. Как показано на рисунке, при увеличении напряжения на 20 %, яркость возрастает в два раза. Одновременно с этим срок службы уменьшается на 95 %.
Уменьшение напряжения питания хотя и понижает КПД, но зато увеличивает долговечность. Так, понижение напряжения в два раза (например, при последовательном включении), уменьшает КПД примерно в 4—5 раз, но существенно увеличивает срок службы — почти в тысячу раз. Этим эффектом часто пользуются, когда необходимо обеспечить надёжное дежурное освещение без особых требований к освещённости, например, на лестничных площадках жилых домов. Часто для этого при питании переменным током лампу подключают последовательно с диодом, при этом ток в лампе протекает только в течение половины периода. Такое включение снижает мощность почти в 2 раза, что соответствует снижению эффективного напряжения почти в {\displaystyle {\sqrt {2}}\approx 1{,}41\ } раза, а световой поток снижается более чем в 2 раза.
В США в одном из пожарных отделений города Ливермор (штат Калифорния) работает 60-ваттная лампа ручной работы, известная под названием «Столетняя лампа». Она постоянно горит с 1901 года. Необычно высокий ресурс лампе обеспечила в основном работа на малой мощности (4 ватта), в глубоком недокале, при очень низком КПД. Лампа включена в Книгу рекордов Гиннесса в 1972 году.
Так как стоимость потреблённой за время службы лампой накаливания электроэнергии в десятки раз превышает стоимость самой лампы, существует оптимальное напряжение, при котором экономические затраты на освещение минимальны. Оптимальное напряжение несколько выше номинального, поэтому способы повышения долговечности путём понижения напряжения питания с экономической точки зрения убыточны. Стандартные параметры ламп со сроком службы порядка 1000 часов были согласованы рядом крупнейших производителей, основавших в 1930-х годах швейцарскую корпорацию Phoebus; одновременно был произведен раздел мировых рынков сбыта, согласованы договоры о неконкуренции и введён сквозной контроль соблюдения стандартов.
Время службы лампы накаливания ограничено в меньшей степени испарением материала нити во время работы, и, в большей степени, возникающими в нити неоднородностями. Неравномерное испарение материала нити приводит к возникновению истончённых участков с повышенным электрическим сопротивлением, что, в свою очередь, ведёт к ещё большему нагреву участка нити и интенсивному испарению материала в таких местах, так как мощность в последовательной электрической цепи пропорциональна I2·R. Таким образом, имеется неустойчивость к утоньшению участков нити. Когда одно из этих сужений истончается настолько, что материал нити в этом месте плавится или полностью испаряется, лампа выходит из строя.
Наибольший износ нити накала происходит при резкой подаче напряжения на лампу, поэтому значительно увеличить срок её службы можно, используя разного рода устройства плавного запуска.

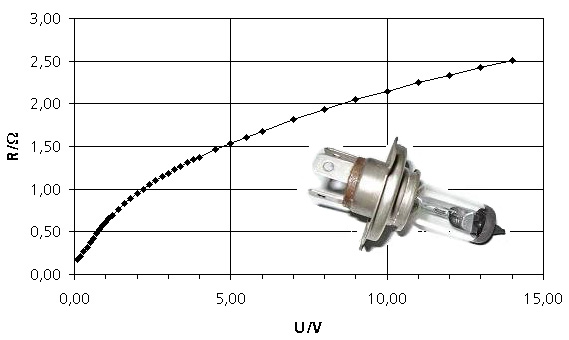
Зависимость электрического сопротивления нити 12-вольтовой автомобильной лампы накаливания от напряжения

Вольфрам при комнатной температуре имеет удельное сопротивление, всего в 2 раза превышающее удельное сопротивление алюминия. При включении лампы пусковой ток превышает номинальный в 10—15 раз, именно поэтому лампы перегорают обычно в момент включения. Для защиты питающей сети от бросков тока, возникающих в момент перегорания нити лампы при включении, многие лампы, например, бытовые, снабжаются встроенным плавким предохранителем — один из коваровых проводников, соединяющих цоколь лампы с выводом из стеклянного баллона, делают тоньше другого, что легко увидеть, рассмотрев лампу, и именно он является плавким предохранителем. Так, бытовая лампа мощностью 60 Вт в момент включения потребляет свыше 700 Вт, а 100-ваттная — более киловатта. По мере прогрева нити лампы её сопротивление возрастает, а мощность падает до номинальной.
Для снижения пускового тока могут использоваться терморезисторы с отрицательным коэффициентом температурного сопротивления. В момент включения резистор холодный, и его сопротивление велико. После прогрева его сопротивление многократно уменьшается, и на лампу подаётся почти всё напряжение питающей сети.
Реже используются реактивные ограничители пускового тока. Обычно для этой цели используются дроссели — катушки индуктивности с ферромагнитным сердечником, так называемые балластные дроссели, включаемые последовательно с лампой. В момент включения из-за явления самоиндукции всё напряжение сети падает на дросселе, что ограничивает пусковой ток. При работе материал сердечника в каждом полупериоде сети заходит в глубокое насыщение (в цепях переменного напряжения), и тогда почти всё напряжение сети прикладывается к лампе. Другой подход при применении балластных дросселей использует зависимость сопротивления нити от температуры. При прогреве сопротивление нити увеличивается, соответственно увеличивается напряжение на лампе, что является сигналом для шунтирования дросселя, например, контактом электромагнитного реле, обмотка которого включена параллельно нити. Без шунтирования балластного дросселя мощность лампы снижается на 5—20 %, что может быть полезно для увеличения срока службы лампы.
Также широко используются тиристорные пусковые (автоматические или ручные диммеры).
Низковольтные лампы накаливания при той же мощности имеют больший ресурс и светоотдачу благодаря большему сечению нити накаливания, что позволяет без существенного снижения срока службы повысить температуру нити. Поэтому в многоламповых светильниках (люстрах) целесообразно применение последовательного включения ламп на меньшее напряжение вместо параллельного включения ламп на напряжение сети. Например, вместо параллельно включённых шести ламп 220 В 60 Вт применить шесть последовательно включённых ламп 36 В 60 Вт, то есть заменить шесть тонких нитей несколькими толстыми, последовательно включёнными. Недостаток этого решения — снижение надёжности освещения. Перегорание любой из последовательно включённых ламп ведёт к полному отказу освещения.
Ниже представлено приблизительное соотношение мощности и светового потока для некоторых типов источников, напряжение 120 вольт.
| Тип                                                              | Относительная световая отдача % | Световая отдача (Люмен/Ватт) |
| ---------------------------------------------------------------- | ------------------------------- | ---------------------------- |
| Лампа накаливания 40 Вт                                          | 1,9                             | 12,6                         |
| Лампа накаливания 60 Вт                                          | 2,1                             | 14,5                         |
| Лампа накаливания 100 Вт                                         | 2,6                             | 17,5                         |
| Галогенные лампы                                                 | 2,3                             | 16                           |
| Галогенные лампы (с кварцевым стеклом)                           | 3,5                             | 24                           |
| Высокотемпературная лампа накаливания                            | 5,1                             | 35                           |
| Абсолютно чёрное тело при 4000 K                                 | 7,0                             | 47,5                         |
| Абсолютно чёрное тело при 7000 K                                 | 14                              | 95                           |
| Идеально белый источник света                                    | 35,5                            | 242,5                        |
| Источник монохроматического зелёного света с длиной волны 555 нм | 100                             | 683                          |

| Мощность Вт | Световой поток лм | Световая отдача лм/Вт |
| ----------- | ----------------- | --------------------- |
| 300         | 4800              | 16,0                  |
| 200         | 3100              | 15,5                  |
| 150         | 2200              | 14,6                  |
| 100         | 1360              | 13,6                  |
| 75          | 940               | 12,5                  |
| 60          | 720               | 12,0                  |
| 40          | 420               | 10,5                  |
| 25          | 230               | 9,2                   |
| 15          | 90                | 6,0                   |

Зависимость светоотдачи от мощности лампы с номинальным напряжением 220 В

В таблице представлено приблизительное соотношение электрической мощности и светового потока для обычных прозрачных ламп накаливания в форме «груши», популярных в СНГ и России, цоколь E27, 220 В.
Перегоревшую лампу, колба которой сохранила целостность, а нить разрушилась лишь в одном месте, можно починить путём встряхиваний и поворотов, таких, чтобы концы нити вновь соединились. При прохождении тока концы нити могут сплавиться и лампа продолжит работу. При этом однако может выйти из строя (расплавиться/обломиться) предохранитель, входящий в состав лампы.

## Преимущества и недостатки ламп накаливания

### Преимущества
- низкая цена
- небольшие размеры
- невысокая чувствительность к сбоям в питании и скачкам напряжения
- мгновенное зажигание и перезажигание
- незаметность мерцания при работе на переменном токе (важно на предприятиях)
- возможность использования регуляторов яркости

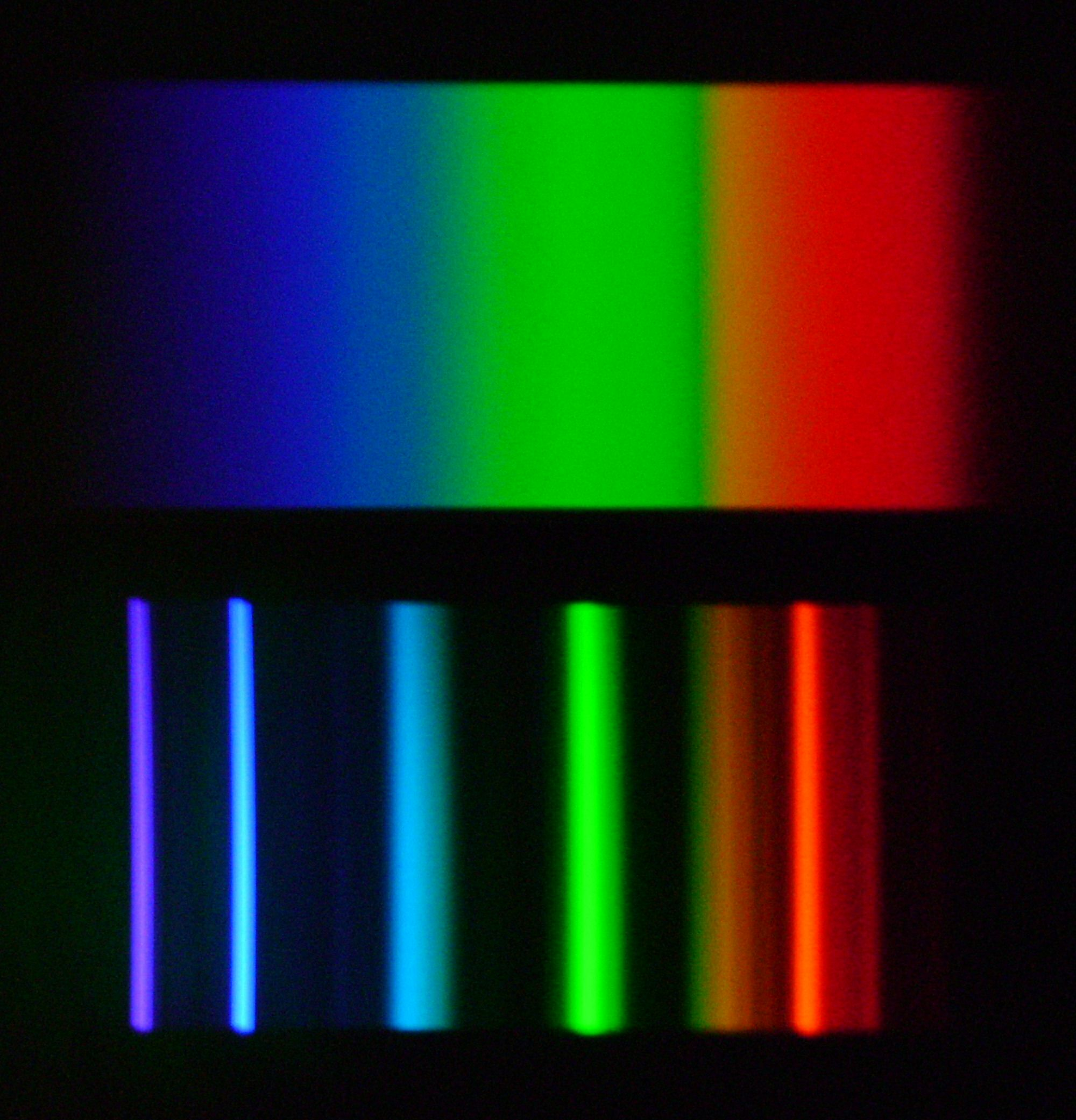
Спектр излучения: непрерывный 60-ваттной лампы накаливания (вверху) и линейчатый 11-ваттной компактной люминесцентной лампы (внизу)

- приятный и привычный в быту спектр; спектр излучения лампы накаливания определяется исключительно температурой рабочего тела и не зависит ни от каких иных условий, что следует из принципа её работы — спектр непрерывный, и очень близкий к спектру излучения абсолютно чёрного тела. Он не зависит от применяемых материалов и их чистоты, стабилен во времени и имеет стопроцентную предсказуемость и повторяемость. Это важно в том числе при больших инсталляциях и в светильниках из сотен ламп: нередко можно увидеть, когда при применении современных люминофорных или светодиодных ламп они имеют разный цветовой оттенок в пределах группы. Это уменьшает эстетическое совершенство инсталляций. При неисправности одной лампы часто приходится заменять всю группу целиком, но даже при установке ламп из одной партии встречается девиация спектра
- высокий индекс цветопередачи, Ra 100
- непрерывный спектр излучения
- резкие тени (как при солнечном освещении) благодаря малому размеру излучающего тела
- надёжность в условиях низкой и повышенной температуры окружающей среды, устойчивы к конденсату
- налаженность в массовом производстве
- возможность изготовления ламп на самое разное напряжение (от долей вольта до сотен вольт), и как следствие, для самого различного назначения
- отсутствие токсичных компонентов, и как следствие, отсутствие необходимости в инфраструктуре по сбору и утилизации
- отсутствие пускорегулирующей аппаратуры — лампа включается в сеть напрямую
- возможность работы на любом роде тока
- нечувствительность к полярности напряжения
- чисто активное электрическое сопротивление (единичный коэффициент мощности)
- отсутствие гудения при работе на переменном токе (ввиду отсутствия электронного балласта, драйвера или преобразователя)
- при работе не создаёт радиопомехи
- устойчивость к электромагнитному импульсу
- нечувствительность к ионизирующей радиации
- лампы накаливания создают самый низкий, по сравнению с другими источниками света, уровень ультрафиолетового излучения[32]. Это может быть важно для музеев, коллекционеров: разрушительное воздействие ультрафиолетового излучения приводит к пожелтению материала, происходит растрескивание[33]
- экономическая целесообразность установки в местах с кратковременным эпизодическим включением света. Например, в кладовых и т. п.
- электрические и оптические параметры почти неизменны на протяжении всего срока службы.

### Недостатки
- относительно малый срок службы
- низкая световая отдача
- резкая зависимость световой отдачи и срока службы от напряжения
- световой коэффициент полезного действия ламп накаливания, определяемый как отношение мощности лучей видимого спектра к мощности, потребляемой от электрической сети, весьма мал и не превышает 4 %. Включение электролампы через диод, что часто применяется с целью продления ресурса на лестничных площадках, в тамбурах и прочих затрудняющих замену местах, ещё больше усугубляет её недостаток: значительно уменьшается КПД, а также появляется значительное мерцание света
- лампы накаливания представляют пожарную опасность. Через 30 минут после включения ламп накаливания температура наружной поверхности достигает, в зависимости от мощности, следующих величин:
  - 25 Вт — 100 °C,
  - 40 Вт — 145 °C,
  - 75 Вт — 250 °C,
  - 100 Вт — 290 °C,
  - 200 Вт — 330 °C.

При соприкосновении ламп с текстильными материалами их колба нагревается ещё сильнее. Солома, касающаяся поверхности лампы мощностью 60 Вт, вспыхивает примерно через 67 минут
- при термоударе или разрыве нити под напряжением возможен взрыв баллона
- большой бросок тока при включении (примерно десятикратный)
- нагрев частей лампы требует термостойкой арматуры светильников, а в некоторых случаях использования вентилятора, например в очень мощных прожекторах
- хрупкость, чувствительность к удару и вибрации

## Ограничения импорта, закупок и производства

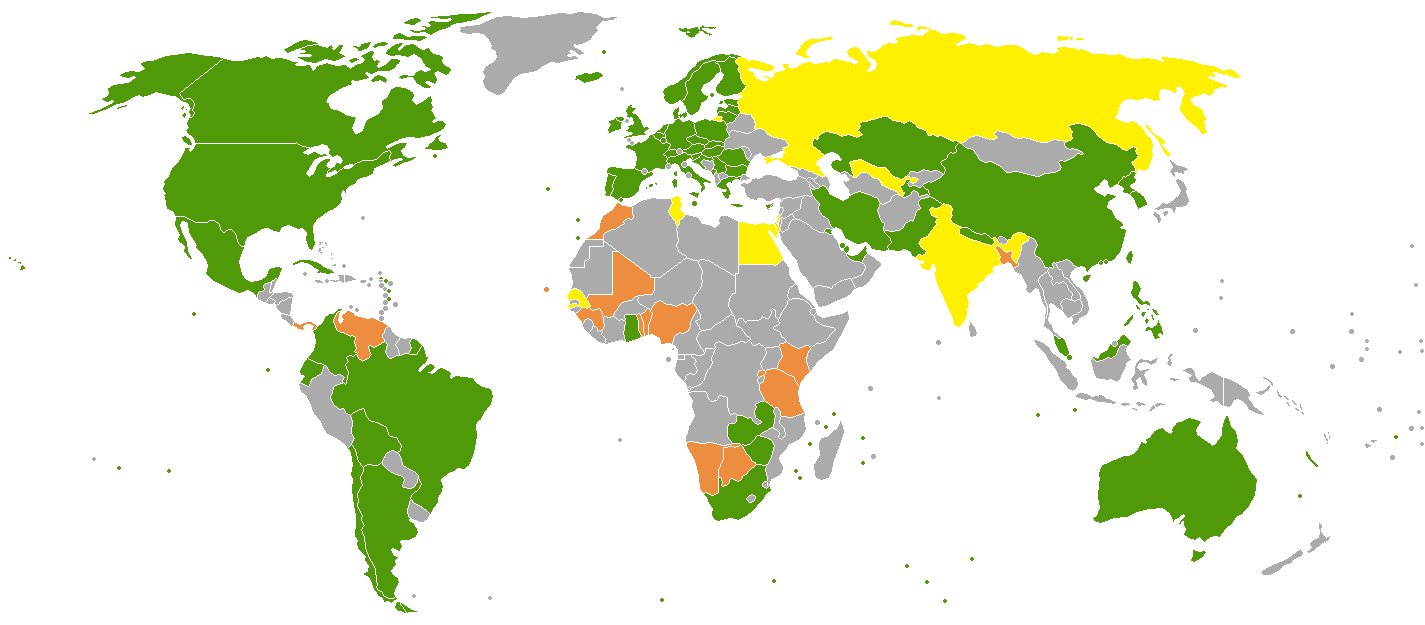
Страны, где запрещены лампы накаливания

В связи с необходимостью экономии электроэнергии и сокращения выброса углекислого газа в атмосферу во многих странах введён или планируется к вводу запрет на производство, закупку и импорт ламп накаливания с целью вынуждения замены их на энергосберегающие (компактные люминесцентные, светодиодные, индукционные и другие) лампы.
1 сентября 2009 года в Евросоюзе в соответствии с директивой 2005/32/EG вступил в силу поэтапный запрет на производство, закупку магазинами и импорт ламп накаливания (за исключением специальных ламп). С 2009 года запрещены лампы мощностью 100 Вт и более, лампы с матовой колбой 75 Вт и более (с 1 сентября 2010 года) и другие. Ожидалось, что к 2012 году будут запрещены импорт и производство ламп накаливания меньшей мощности.

### В России
2 июля 2009 года на заседании в Архангельске президиума Государственного совета по вопросам повышения энергоэффективности президент Российской Федерации Д. А. Медведев предложил запретить в России продажу ламп накаливания.
23 ноября 2009 года Д. Медведев подписал принятый ранее Государственной думой и утверждённый Советом Федерации закон «Об энергосбережении и повышении энергетической эффективности и о внесении изменений в отдельные законодательные акты Российской Федерации». Согласно документу, с 1 января 2011 года на территории страны не допускается продажа электрических ламп накаливания мощностью 100 Вт и более, а также запрещается размещение заказов на поставку ламп накаливания любой мощности для государственных и муниципальных нужд; с 1 января 2013 года может быть введён запрет на электролампы мощностью 75 Вт и более, а с 1 января 2014 года — мощностью 25 Вт и более.
Распоряжением правительства РФ от 28.X.2013 № 1973-Р предполагается постепенное ограничение оборота на территории Российской Федерации ламп накаливания в зависимости от их энергетической эффективности и сферы их использования, а также стимулирование спроса на энергоэффективные источники света. Однако конкретных сроков запрета документ не предусматривает.
Данное решение является спорным. В поддержку его приводятся очевидные доводы сбережения электроэнергии и подталкивания развития современных технологий. Против — соображение, что экономия на замене ламп накаливания полностью сводится на нет повсеместно распространённым устаревшим и энергонеэффективным промышленным оборудованием, линиями электропередачи, допускающими большие потери энергии, а также относительно высокой стоимостью компактных люминесцентных и светодиодных ламп, малодоступных для беднейшей части населения. Кроме того, в России отсутствует налаженная система сбора и утилизации отработавших люминесцентных ламп, что не было учтено при принятии закона, и в результате чего ртутьсодержащие люминесцентные лампы бесконтрольно выбрасываются (большинство потребителей не знает о наличии в люминесцентной лампе ртути, так как это не указано на упаковке, а вместо «люминесцентная» написано «энергосберегающая»).
В условиях низких температур многие «энергосберегающие» лампы оказываются неспособными запуститься. Неприменимы они и в условиях высоких температур, к примеру в духовках. Люминесцентные энергосберегающие лампы неприменимы в прожекторах направленного света, так как светящееся тело в них в десятки раз крупнее нити накаливания, что не даёт возможности узкой фокусировки луча. В силу своей дороговизны «энергосберегающие» лампы чаще становятся объектом кражи из общедоступных мест (например, подъездов жилых домов), такие кражи наносят более весомый материальный ущерб, а в случае вандализма (повреждение люминесцентной лампы из хулиганских побуждений) возникает опасность загрязнения помещения парами ртути.
В связи с вступившим в силу запретом на продажу ламп мощностью более 100 Вт некоторые производители начали выпускать лампы мощностью 93-97 Вт, что находится в пределах допуска для 100-ваттных ламп, а некоторые переименовали свои лампы мощностью от 100 Вт в «теплоизлучатели различного назначения».
Кроме того, ряд специализированных галогенных ламп (являющихся по сути лампами накаливания со стандартным цоколем) мощностью более 100 и даже 200 Вт по состоянию на 2013 год свободно продаётся. Учитывая невозможность на данный момент полноценной альтернативы для определённых моделей ламп накаливания (например, используемых в осветительных приборах, софитах, при изготовлении фото- и кинопродукции) люминесцентных и светодиодных ламп в связи с искажённой цветопередачей из-за ограниченности спектра, можно говорить о том, что определённой части ламп накаливания запрет всё же не коснётся и у рядового потребителя останется возможность приобретать и использовать лампы накаливания в быту.